# Atriplex chilensis
Atriplex chilensis là loài thực vật có hoa thuộc họ Dền. Loài này được Colla mô tả khoa học đầu tiên năm 1836.